# Aeroportul Lencois Paulista
Aeroportul Lencois Paulista (IATA: QGC, ICAO: SDLP) este un aeroport din São Paulo, Brazilia ce deservește zona Lençóis Paulista. A fost numit după zona deservită.
Situat la o altitudine de 621 m, aeroportul dispune de 1 pistă.

## Infrastructură

### Piste
Aeroportul dispune de o singură pistă. Pista 8/26 are suprafața de asfalt și dimensiunile 1.260 m × 20 m. 